# Секрет (детское развлечение)

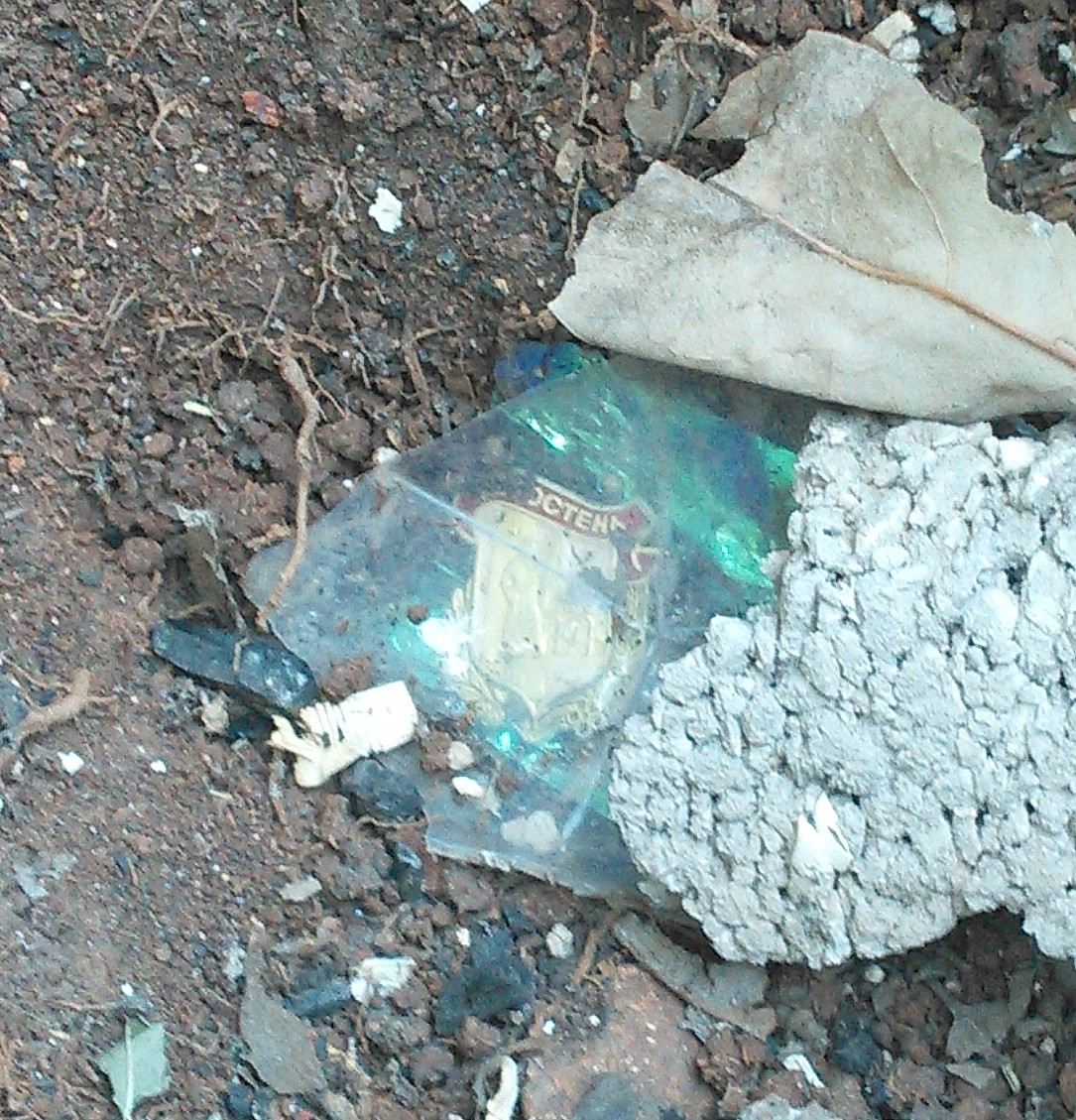
«Секрет» из значка 1970-х годов и перламутрового фантика

«Секре́т» («секре́тики») — детская игровая практика сооружения тайников особой конструкции с мелкими «сокровищами». Это игровое ритуальное занятие было широко распространено среди советских детей.

## Описание
«Секретики» устраивались детьми дошкольного и младшего школьного возраста. Девочки делали такие «секреты» порой до 10—12 лет; устройство «секретов» в целом воспринималось как более «девичье» занятие.
Обычно «секрет» состоял из помещаемых в выкопанную ямку конфетной обёртки, осколка цветного стекла, значка, фольги, почтовой марки, этикетки, нарисованной картинки, письма или любых других мелких вещей, считавшихся ценными среди детей; при этом значение имела не утилитарная, а эстетическая и эмоциональная ценность предметов. Ямка, как правило, покрывалась стёклышком, цветным или простым оконным, и присыпалась землёй.
Сооружение «секрета» проводилось втайне от других детей и от родителей. Через некоторое время «секрет» мог демонстрироваться особо доверенным друзьям как художественная композиция. Его демонстрация служила способом продемонстрировать или предложить дружбу, а само сооружение — своеобразной формой детского художественного творчества. Обычной практикой являлось, с другой стороны, разорение, разрушение чужих композиций.
В настоящее время эта игра становится всё менее распространённой. Нередко дети знают о её существовании от родителей, но сами в неё не играют.
Схожие практики детей старших возрастов — сооружение тайников с более ценными вещами и похороны мелких животных. В отличие от «секретиков», эти занятия, как правило, были групповыми.
Исследователи отмечают существование в дореволюционной России традиционных обрядов, сочетавших черты этих практик — например, ритуала «похорон кукушки». В настоящее время среди взрослых распространяется геокэшинг, в котором можно видеть некоторое родство с перечисленными занятиями.

## В культуре
- «Секретикам» и детским «тайным обществам» посвящён выпуск «Тайное общество» мультсериала «Смешарики» (сезон 2004 года)[4].
- «Секретикам» посвящена основная часть сюжета серии «Великий агроном» мультсериала «Барбоскины» .
- «Секретикам» посвящено стихотворение Ивана Завражина в одноименной книге:

<…>

Стелем в ямку серебро, прячем редкое добро —

фанты, банты, бриллианты, петушиное перо.

И листок, и цветок, и цветастый лоскуток,

а поверх всего — стекляшка, как над лужицей ледок.

Буду около ходить, тайну страшную таить… — Завражин Иван. Секретик. Стихи для детей младшего школьного возраста — Воронеж: Центрально-Чернозёмное книжное издательство, 1980 — с.18-20